# Pseudocotalpa giulianii
Pseudocotalpa giulianii é uma espécie de escaravelho da família Scarabaeidae.
É endémica dos Estados Unidos da América.